# Apodicarpum
Apodicarpum es un género monotípico  perteneciente a la familia  Apiaceae. Su única especie: Apodicarpum ikenoi, es originaria del Japón.

## Taxonomía
Apodicarpum ikenoi fue descrita por Tomitarō Makino y publicado en Ill. Fl. Jap. 1(10): 1. 1891.
Sinonimia
- Apium ikenoi (Makino) Drude